# Fenótipo secretor associado à senescência
O fenótipo secretor associado à senescência (em inglês: senescence-associated secretory phenotype ou SASP) é um fenótipo associado a células senescentes em que essas células secretam altos níveis de citocinas inflamatórias, moduladores imunológicos, fatores de crescimento e proteases. O SASP também pode consistir em exossomos e ectossomos contendo enzimas, microRNA, fragmentos de DNA, quimiocinas e outros fatores bioativos. O receptor de superfície solúvel do ativador de plasminogênio uroquinase faz parte do SASP e tem sido usado para identificar células senescentes para terapia senolítica. Inicialmente, o SASP é imunossupressor (caracterizado por TGF-β1 e TGF-β3) e profibrótico, mas progride para se tornar pró-inflamatório (caracterizado por IL-1β, IL-6 e IL-8) e fibrolítico. O SASP é a principal causa dos efeitos prejudiciais das células senescentes.
O SASP é heterogêneo, com a composição exata dependente do indutor de células senescentes e do tipo de célula. A interleucina 12 (IL-12) e a interleucina 10 (IL-10) aumentam mais de 200 vezes na senescência replicativa, em contraste com a senescência induzida por estresse ou a senescência inibida por proteossomos, em que os aumentos são de cerca de 30 vezes ou menos. O fator de necrose tumoral (TNF) aumenta 32 vezes na senescência induzida por estresse, 8 vezes na senescência replicativa e apenas ligeiramente na senescência inibida por proteossomos. A interleucina 6 (IL-6) e a interleucina 8 (IL-8) são as características mais conservadas e robustas do SASP. Mas alguns componentes do SASP são anti-inflamatórios.
Um Atlas da SASP on-line serve como guia para os vários tipos de SASP.
O SASP é uma das três principais características das células senescentes, sendo as outras duas características a parada do crescimento celular e a resistência à apoptose. Os fatores do SASP podem incluir a proteína anti-apoptótica Bcl-xL, mas a parada do crescimento e a produção do SASP são reguladas independentemente. Embora o SASP das células senescentes possa matar as células normais vizinhas, a resistência à apoptose das células senescentes protege essas células do SASP.

## História
O conceito e a abreviação do SASP foram estabelecidos pela primeira vez por Judith Campisi e seu grupo, que publicaram pela primeira vez sobre o assunto em 2008.

## Causas
A expressão do SASP é induzida por vários fatores de transcrição, inclusive MLL1 (KMT2A), C/EBPβ e NF-κB. O NF-κB e a enzima CD38 são mutuamente ativados. O NF-κB é expresso como resultado da inibição da degradação mediada por autofagia do fator de transcrição GATA4. O GATA4 é ativado pelos fatores de resposta a danos no DNA, que induzem a senescência celular. O SASP é um promotor da resposta a danos ao DNA e uma consequência da resposta a danos ao DNA, de maneira autócrina e parácrina. Oncogenes aberrantes, danos ao DNA e estresse oxidativo induzem proteínas quinases ativadas por mitógenos, que são os reguladores a montante do NF-κB. A desmetilação da proteína de empacotamento de DNA Histona H3 (H3K27me3) pode levar à regulação positiva dos genes que controlam o SASP.
O mTOR (mammalian target of rapamycin) também é um importante iniciador do SASP. A interleucina 1 alfa (IL1A) é encontrada na superfície das células senescentes, onde contribui para a produção de fatores SASP devido a um ciclo de feedback positivo com o NF-κB. A tradução do mRNA para IL1A é altamente dependente da atividade do mTOR. A atividade do mTOR aumenta os níveis de IL1A, mediados pelo MAPKAPK2. A inibição do mTOR do ZFP36L1 impede que essa proteína degrade as transcrições de vários componentes dos fatores SASP. A inibição do mTOR apoia a autofagia, que pode gerar componentes SASP.
O DNA ribossômico (rDNA) é mais vulnerável a danos no DNA do que o DNA em outras partes do genoma, de modo que a instabilidade do rDNA pode levar à senescência celular e, portanto, ao SASP. As proteínas do grupo de alta mobilidade (HMGA) podem induzir a senescência e o SASP de maneira dependente do p53.
A ativação do retrotransposon LINE1 pode resultar em DNA citosólico que ativa a via de detecção de DNA citosólico cGAS-STING, regulando positivamente o SASP pela indução de interferon tipo I. O cGAS é essencial para a indução de senescência celular por danos ao DNA.
A secreção de SASP também pode ser iniciada pelos microRNAs miR-146 a/b.

## Patologia
As células senescentes são altamente ativas metabolicamente, produzindo grandes quantidades de SASP, razão pela qual as células senescentes, que consistem em apenas 2% ou 3% das células do tecido, podem ser uma das principais causas de doenças associadas ao envelhecimento. Os fatores SASP fazem com que as células não senescentes se tornem senescentes. Os fatores SASP induzem a resistência à insulina. O SASP interrompe a função normal do tecido ao produzir inflamação crônica, indução de fibrose e inibição de células-tronco. Os membros da família beta do fator de crescimento transformador secretados por células senescentes impedem a diferenciação de adipócitos, levando à resistência à insulina.
Os fatores SASP IL-6 e TNFα aumentam a apoptose das células T, prejudicando assim a capacidade do sistema imunológico adaptativo.
Os fatores SASP de células senescentes reduzem a nicotinamida adenina dinucleotídeo (NAD+) em células não senescentes, reduzindo assim a capacidade de reparo do DNA e a atividade da sirtuína em células não senescentes. A indução pelo SASP da enzima CD38 de degradação de NAD+ em células não-senescentes (macrófagos) pode ser responsável pela maior parte desse efeito. Por outro lado, o NAD+ contribui para a manifestação secundária (pró-inflamatória) do SASP.
O SASP induz uma resposta de proteína desdobrada no retículo endoplasmático devido a um acúmulo de proteínas desdobradas, resultando em comprometimento proteotóxico da função celular.
As citocinas SASP podem resultar em um nicho de células-tronco inflamado, levando à exaustão das células-tronco e à função prejudicada das células-tronco.
O SASP pode promover ou inibir o câncer, dependendo da composição do SASP, incluindo principalmente o status do p53. Apesar do fato de que a senescência celular provavelmente evoluiu como um meio de proteção contra o câncer no início da vida, o SASP promove o desenvolvimento de cânceres tardios. A invasividade do câncer é promovida principalmente pelas ações dos fatores SASP metaloproteinase, quimiocina, interleucina 6 (IL-6) e interleucina 8 (IL-8). Na verdade, o SASP de células senescentes está associado a muitas doenças associadas ao envelhecimento, incluindo não apenas o câncer, mas também a aterosclerose e a osteoartrite. Por esse motivo, a terapia senolítica foi proposta como um tratamento generalizado para essas e muitas outras doenças. Foi demonstrado que o flavonoide apigenina inibe fortemente a produção de SASP.

## Benefícios
O SASP pode ajudar na sinalização para as células imunológicas para a eliminação de células senescentes, com fatores SASP específicos secretados por células senescentes que atraem e ativam diferentes componentes do sistema imunológico inato e adaptativo. A citocina CCL2 (MCP1) do SASP recruta macrófagos para remover células cancerígenas. Embora a expressão transitória de SASP possa recrutar células do sistema imunológico para eliminar células cancerígenas e células senescentes, a SASP crônica promove o câncer. As células-tronco hematopoiéticas senescentes produzem um SASP que induz uma polarização M1 de macrófagos que mata as células senescentes em um processo dependente de p53.
A autofagia é regulada positivamente para promover a sobrevivência.
Os fatores SASP podem manter as células senescentes em seu estado senescente de parada de crescimento, evitando assim a transformação cancerígena. Além disso, o SASP secretado por células que se tornaram senescentes devido a estresses pode induzir a senescência em células adjacentes sujeitas aos mesmos estresses, reduzindo assim o risco de câncer.
O SASP pode desempenhar uma função benéfica ao promover a cicatrização de feridas. O SASP pode desempenhar uma função na regeneração de tecidos ao sinalizar a eliminação de células senescentes por células imunológicas, permitindo que as células progenitoras repovoem o tecido. Em desenvolvimento, o SASP também pode ser usado para sinalizar a eliminação de células senescentes para ajudar no remodelamento do tecido. A capacidade do SASP de eliminar as células senescentes e regenerar o tecido danificado diminui com a idade. Em contraste com o caráter persistente do SASP na inflamação crônica de várias doenças relacionadas à idade, o SASP benéfico na cicatrização de feridas é transitório. O SASP temporário no fígado ou no rim pode reduzir a fibrose, mas o SASP crônico pode levar à disfunção do órgão.

## Modificação
O SASP foi reduzido por meio da inibição das proteínas quinases ativadas por mitógeno p38 e da janus quinase.
A proteína hnRNP A1 (ribonucleoproteína nuclear heterogênea A1) antagoniza a senescência celular e a indução da SASP ao estabilizar os mRNAs de Oct-4 e sirtuína 1.

## Índice SASP
Um índice SASP composto por 22 fatores SASP foi usado para avaliar os resultados do tratamento da depressão tardia. Pontuações mais altas do índice SASP corresponderam ao aumento da incidência de falha no tratamento, enquanto nenhum fator SASP individual foi associado à falha no tratamento.

## Inflammaging
A inflamação crônica associada ao envelhecimento tem sido denominada inflammaging, embora o SASP possa ser apenas uma das possíveis causas dessa condição. A inflamação sistêmica crônica está associada a doenças associadas ao envelhecimento. Agentes senolíticos têm sido recomendados para neutralizar alguns desses efeitos. A inflamação crônica devido ao SASP pode suprimir a função do sistema imunológico, que é uma das razões pelas quais os idosos são mais vulneráveis à COVID-19.